# ۲۱۴ (عدد)
۲۱۴ یک عدد طبیعی است که بعد از ۲۱۳ و قبل از ۲۱۵ قرار دارد.